# روبرت أ. بيرتون
روبرت أ. بورتون (بالإنجليزية: Robert A. Burton)‏ (وُلد في عام 1941)؛ كاتب وروائي أمريكي.